# 認定評価
認定評価（にんていひょうか）は、教育評価の一つ。生徒の成績、学習の成果を評価するもので、尺度の取り方からいうと絶対評価に当たる。

## 概要
クラスの他の生徒の出来次第に関係なく、本人の出来で成績が評価されるものであるが、評価基準が、教師によって公開されていないという難点がある。つまり、基準は教師が認めたかどうかによるというわけである。「充分な学習がなされたものと認定されたか」ということである。教師は、決して悪意があって公開していないのではなく、どういうことを学ばなくてはならないかは、充分に教えてあるのだが、それをどの程度、理解し、自分のものにしているか、その深さが評価の対象になる場合、それは計測、測定できるようなものではないため、小テストや評価テストの点数としての換算が困難なため、こうした認定という仕方になる。
こうした評価がなされるのは、道徳や音楽での表現力、生活態度など、学校の教科外で茶道、華道、舞踊などの伝統的な芸事、スポーツのプレイの技術などがある。
成果が振るわないと、先生の主観、お気に入りのひいき等と、反抗的な態度を取る生徒も出てくることがある。これ一辺倒ではなく、他の教育評価の手法との併用、混合での使用が望ましい。